# Rachel Graton
Rachel Graton, née le 29 août 1985, est une actrice et une dramaturge québécoise.

## Biographie
Dès son jeune âge, elle joue dans le téléroman Les Super Mamies de 2001 à 2003.
En 2010, elle étudie à l'École nationale de théâtre du Canada (sous la direction de Denise Guilbault), ainsi que le doublage et l'improvisation au Conservatoire d'art dramatique de Montréal, et le cinéma au Collège Ahuntsic. Marie Vallée lui enseigne le chant en cours particuliers,.
Elle joue une ancienne toxicomane, Caroline Tanguay, dans la série télévisée Au secours de Béatrice de 2014 à 2017. En 2015, elle fait partie de la distribution de la deuxième saison de la série Boomerang.
Dans le cadre d'une résidence à la salle Jean-Claude Germain du Centre du Théâtre d'aujourd'hui de 2017 à 2018, elle écrit la pièce La nuit du 4 au 5, basée sur une expérience personnelle et les constats qui en découlent. Elle reçoit le prix Gratien Gélinas, la plus haute distinction qui récompense les nouveaux auteurs, remis par le CEAD. Elle est ensuite retenue pour le prix du Gouverneur général 2019 dans la catégorie théâtre,,.
En 2019, elle rédige la pièce 21, une pièce de théâtre à deux personnages qui sont incarnés par Marine Johnson et Isabelle Roy, mise en scène par Alexia Bürger et présentée au Centre du Théâtre d'Aujourd'hui. La pièce est nommée aux Prix de la critique pour le meilleur texte original,.

## Vie privée
Elle est la nièce de l'acteur Vincent Graton et la fille de Benoît Graton. En novembre 2017, elle accouche d'un garçon qu'elle nomme Lévy,.
Bien qu'elle soit née dans une famille d'artistes, ce sont ses professeurs de français et de théâtre de son école secondaire qui la guident pour trouver sa vocation artistique.

## Citations
Au sujet de son jeu de comédienne, après avoir reçu un compliment: « C’est le plus beau compliment qu'on puisse me faire ! Je travaille très fort pour que chaque personnage que je propose soit totalement différent. Et je ne veux surtout pas que le public me voie, moi : je veux qu’il ne voie que les femmes que j’interprète. »

## Œuvres

### Théâtre
- 2017 - La nuit du 4 au 5
- 2019 - 21

## Actrice filmographie

### Télévision
- 2011-2012 : Toute la vérité : Léa Beauchamp
- 2012 : La Galère : la notaire
- 2014 : Trauma : Ariane Savard
- 2014 : Tout le monde frenche (Websérie) : Karine
- 2014 : Au secours de Béatrice : Caroline Tanguay
- 2014 : Nouvelle Adresse : Béatrice Langlois
- 2015 : Karl et Max : Julie Robert
- 2016 : Boomerang : Mélanève
- 2016-2018 : Les Simone : Laurence Bousquet
- 2018 : Faits divers : Rachelle Lauzon
- 2019 : Les Invisibles (1 épisode) : elle-même
- 2020 : Edgar : Victoria Lachapelle
- 2021- 2025 : Portrait-robot : Ève Garance
- 2021 : Un lien familial : Magalie Rivard
- 2021-2024 : Sans rendez-vous : Kim

### Cinéma
- 2014 : Miraculum de Podz : Mélanie
- 2017 : C'est le cœur qui meurt en dernier de Alexis Durand-Brault : Attachée de presse
- 2019 : Répertoire des villes disparues de Denis Côté : Camille
- 2023 : Dis-moi pourquoi ces choses sont si belles de Lyne Charlebois : Rita Simard

## Théâtre
- 2014 : Descendance de Maxime Carbonneau au Centre du Théâtre d'aujourd'hui, La Messe Basse[12].
- 2016 : Tartuffe : Marianne
- 2017 : Assoiffés (Théâtre Le Clou) : Norvège

## Doublage

### Cinéma et télévision
- 2011 : The Roommate : Sara Matthews (Minka Kelly)
- 2011 : Mademoiselle Détective : Sasha Stolezinsky / Suzy Walters (Eloise Mumford)
- 2011 : Pirates des Caraïbes : La Fontaine de jouvence : Syrena (Àstrid Bergès-Frisbey)
- 2012 : Sexy Dance 4: Miami Heat : Emily (Kathryn McCormick)
- 2012 : Rihanna dans Battleship : le second maître Cora Raikes
- 2014 : Dakota Johnson dans : Cinquante nuances de Grey : Anastasia Steele
- 2014 : Maggie Grace dans Twilight, chapitre V : Révélation : Irina Denali
- 2014 : Felicity Jones dans : The Amazing Spider-Man : Le Destin d'un héros : Felicia Hardy
- 2014 : Felicity Jones dans Une merveilleuse histoire du temps : Jane Wilde Hawking
- 2014 : Les Recettes du bonheur : Mahira Kadam (Farzana Dua Elahe)
- 2014 : Rage : Caitlin Maguire (Aubrey Peeples)
- 2014 : Need for Speed : Julia Bonet (Imogen Poots)
- 2014 : Edge of Tomorrow : Nance (Charlotte Riley)
- 2014 : Catacombes : Scarlet Marlowe (Perdita Weeks)
- 2015 : Terminator Genisys : Sarah Connor (Emilia Clarke)
- 2015 : Chappie : Yolandi (Yolandi Visser)
- 2015 : Rihanna dans En route ! : Tip
- 2015 : Maggie Grace dans Taken 3 : Kim Mills
- 2016 : Felicity Jones dans Quelques minutes après minuit : Maman
- 2016 : Dakota Johnson dans: Célibataire, mode d'emploi : Alice Kepley
- 2018 : Dakota Johnson dans Sale temps à l'hôtel El Royale : Emily Summerspring
- 2019 : Dakota Johnson dans Our Friend : Nicole Teague
- 2019 : Fast and Furious: Hobbs and Shaw : Hattie Shaw (Vanessa Kirby)
- 2024 : Dakota Johnson dans Madame Web : Cassandra Webb / Madame Web

### Animation
- 2014 : Alpha and Omega: The Legend of the Saw Toothed Cave (voix)

### Télévision
- 2011 : Camelot : Guenièvre (Tamsin Egerton)
- 2011-2013 : Mr. Young : Ivy Young (Emily Tennant)

## Prix et distinction
2017 - Prix Gratien Gélinas - la pièce La nuit du 4 au 5